# Filfla
Filfla je malý, skalnatý, neobydlený ostrůvek ležící asi 5 km jižně od zbytku souostroví Malta ve Středozemním moři. Geopoliticky je součástí republiky Malta. Je nejjižnějším bodem Maltské republiky. Má se za to, že jméno pochází z arabského slova filfel, které znamená černý pepř.

## Životní prostředí
Filfla má rozlohu pouhých 6 ha a je to vlastně 60 m vysoká, rozpadající se vápencová plošina obklopená skalnatými útesy. Trvale zde hnízdí tři druhy mořských ptáků - buřňáček malý v počtu 5 000 - 8 000 párů, buřňák šedý severoatlantský v počtu asi 200 párů a racek středomořský v počtu přibližně 130 párů. Ostrov tak získal ochranný status Významné ptačí území. Žijí zde také endemické ještěrky druhu ještěrka maltská (Podarcis filfolensis) a hlemýždi (Lampedusa imitatrix gattoi). Nalezneme zde také divoce rostoucí pórek vysoký až 2 m. Přístup na ostrov je proto možný pouze pro vzdělávací nebo vědecké účely a návštěvníci musí předem získat povolení od ministerstva odpovědného za životní prostředí.

## Historie
Jedinou známou trvalou stavbou na ostrově byla kaple postavená uvnitř jeskyně v roce 1343, která však byla zničena zemětřesením v roce 1856, kdy se také potopila část ostrova. Mapa Malty datovaná před rok 1798 ukazuje pevnost, maják a klášter s kaplí.
Až do roku 1971 používalo ostrov britské Královské námořnictvo a letectvo Royal Air Force jako cvičný terč. Ostrov se stal ptačí rezervací v roce 1980, vyhlášení rezervace bylo spojeno se zákazem rybolovu do vzdálenosti 1 námořní míle od pobřeží, a to i kvůli možnému nebezpečí nálezu nevybuchlé munice z předchozího období. Tento zákaz byl odvolán v roce 1990.